# Lucille Browne (1876–1967)
Lucille Browne (22 de julho de 1876– 29 de maio de 1967) foi uma atriz estadunidense que atuou em alguns filmes entre 1914 e 1927, entre eles destacando-se o filme Intolerance, de D. W. Griffith, em 1916.

## Biografia
Mãe do escritor e cinegrafista Karl Brown, que trabalhou com Griffith no início da carreira. Segundo Slide, em Hollywood Unknowns: A History of Extras, Bit Players, and Stand-Ins, além de atuar em pequenos papéis, Browne também trabalhava tomando conta do guarda-roupa da Fine Arts Studios, companhia de D. W. Griffith, além de fazer uma espécie de “fiscalização” para o estúdio.

## Filmografia
- 1913 The Carbon Copy (Scurta-metragem) (creditada Mrs. Brown)[4]
- 1914 I Wrong All Around (curta-metragem)[4]
- 1914 How Bill Squared It with His Boss (curta-metragem)[4]
- 1914 The Odalisque (curta-metragem)
- 1914 Ethel Has a Steady (curta-metragem)
- 1914 Over the Ledge (curta-metragem)
- 1914 The Old Fisherman's Story (curta-metragem)
- 1916 Intolerance
- 1919 The Mother and the Law
- 1921 The Sport of the Gods
- 1927 The King of Kings (1927) (extra)[3]